# Roberto Brasero
Roberto Brasero Hidalgo (Talavera de la Reina, Toledo, España; 31 de marzo de 1971) es un periodista y presentador del tiempo español.

## Biografía
Cursó sus estudios básicos en La Salle Talavera. Después se licenció en Ciencias de la Información en Periodismo por la Facultad de Ciencias de la Información (Universidad Complutense de Madrid). Aunque se licenció en periodismo, a Roberto nunca le apasionó la meteorología.
En 1991 estando en la facultad, empezó a trabajar para Antena 3, en Antena 3 Noticias. Al año siguiente pasó a Antena 3 Deportes y también colaboró con Onda Cero en Talavera de la Reina.
En 1993 empezó en Telemadrid como redactor en el informativo Telenoticias y no sería hasta el año 2000 cuando dio el salto a presentador del tiempo en donde alcanzó la popularidad por su estilo de dar el tiempo de una manera diferente.
En julio de 2005 regresó a Antena 3 como presentador y responsable de la información meteorológica de la cadena,  y lo compagina con su blog orientado a fenómenos meteorológicos llamado Las historias del Brasero. Desde 2008 también se ocupa de la predicción meteorológica en Onda Cero. 
Desde abril de 2018 y hasta 2021 colaboró en el programa de televisión de La Sexta Liarla Pardo. El 4 de diciembre de 2019 también presentó en horario de máxima audiencia el especial Vivir sin plástico en La Sexta. En 2022 presentó durante unos meses el programa Mundo Brasero en Antena 3.